# Palacio de Nájera
El palacio de Nájera es un palacio urbano español de la ciudad malagueña de Antequera, sede actual del Museo de la Ciudad de Antequera (MVCA).

## Historia y descripción
Se encuentra situado en pleno centro histórico, en la intersección entre la calle Nájera y el Coso Viejo, siendo su fachada uno de los elementos más destacables de dicha plaza. El Palacio tiene su origen en las primeras décadas del siglo XVIII, cuando fue construido (aprovechando una fachada anterior) como mansión solariega para Don Alfonso de Eslava y Trujillo. Sería su hijo, Don Francisco de Eslava y Almazón, quien completaría las obras y añadiría la torre-mirador.  
La fachada principal del Palacio de Nájera y todos sus accesos están abiertos a la Plaza del Coso Viejo. Realizada íntegramente en ladrillo, destaca la torre-mirador, realizada por el maestro alarife Nicolás Mejías. La parte baja de la fachada, más antigua, corresponde a las plantas baja y principal y data de comienzos del siglo XVIII. La parte superior, correspondiente con el cuerpo del ático, es coetánea a la torre.  
En su interior, a través del zaguán, se accede al patio claustral. Se trata un espacio de una elegante sobriedad barroca, ejemplo paradigmático de los palaciales antequeranos: columnas toscanas de caliza roja de El Torcal de Antequera con danzas de arcos de ladrillo y un segundo cuerpo más compacto con huecos balcones guarnecidos de sencilla decoración latericia. La caja de escalera, con tramos de ida y vuelta separados por meseta de doble nivel, se cubre con bóveda de media naranja decorada con abigarrado derroche de yeserías barrocas, atribuidas al maestro Antonio Ribera.
Se trata de una edificación correspondiente al típico esquema de torre civil antequerano, que proliferó en la ciudad desde el siglo XVI y que tiene su cabeza de serie en el Palacio del Conde de la Camorra, reconstruido en nuestros días. Sorprende la valentía del vuelo de sus cornisas así como la maestría demostrada en la técnica del ladrillo cortado. 
La Plaza del Coso Viejo, también conocida tradicionalmente como “Plaza de las verduras”, recoge también el Convento de Santa Catalina de Siena, la monumental Fuente de los Cuatro Elementos y una estatua ecuestre del Infante Don Fernando (quien conquistaría Antequera en 1410) montado a Caballo. Todo ello en un espacio abierto y con numerosos árboles que crea uno de los conjuntos urbanísticos más sugestivos y bellos de Antequera. 

## El Museo de la Ciudad de Antequera
El palacio es la sede del Museo de la Ciudad de Antequera (MVCA) desde 1972, tras una exhaustiva rehabilitación. El museo recoge obras y vestigios de todos los periodos históricos, desde la prehistoria a nuestros días, testigos de la importancia de la ciudad de Antequera a lo largo de los siglos.  
Entre muchos otros tesoros, se encuentra en el museo el célebre Efebo de Antequera, una escultura del siglo I calificada como una de las piezas clásicas más bellas salidas del suelo patrio. También es destacable la escultura de San Francisco de Asís, de gran belleza.  